# Delphine Arnault
Delphine Arnault (Roubaix, 4 d'abril de 1975) és una empresària i dona de negocis francesa. Del 2001 al 2013, va ser directora general adjunta del Comitè Executiu de Dior. Des del 2013, és vicepresidenta adjunta de Louis Vuitton. Va ser nomenada Directora General de Christian Dior Couture l'11 de gener de 2023.

## Biografia

### Formació
És filla de l'empresari francès Bernard Arnault, fundador i conseller delegat de LVMH, i de la seva primera dona, Anne Dewavrin. Té un germà petit, Antoine Arnault (nascut el 1977), i tres germanastres.
Un cop diplomada el 1998 a l'EDHEC Business School de Lilla, va fer els estudis a la London School of Economics.

### Carrera professional
Va començar treballant per a la consultora d'estratègia McKinsey & Company abans d'unir-se al grup LVMH l'any 2000.

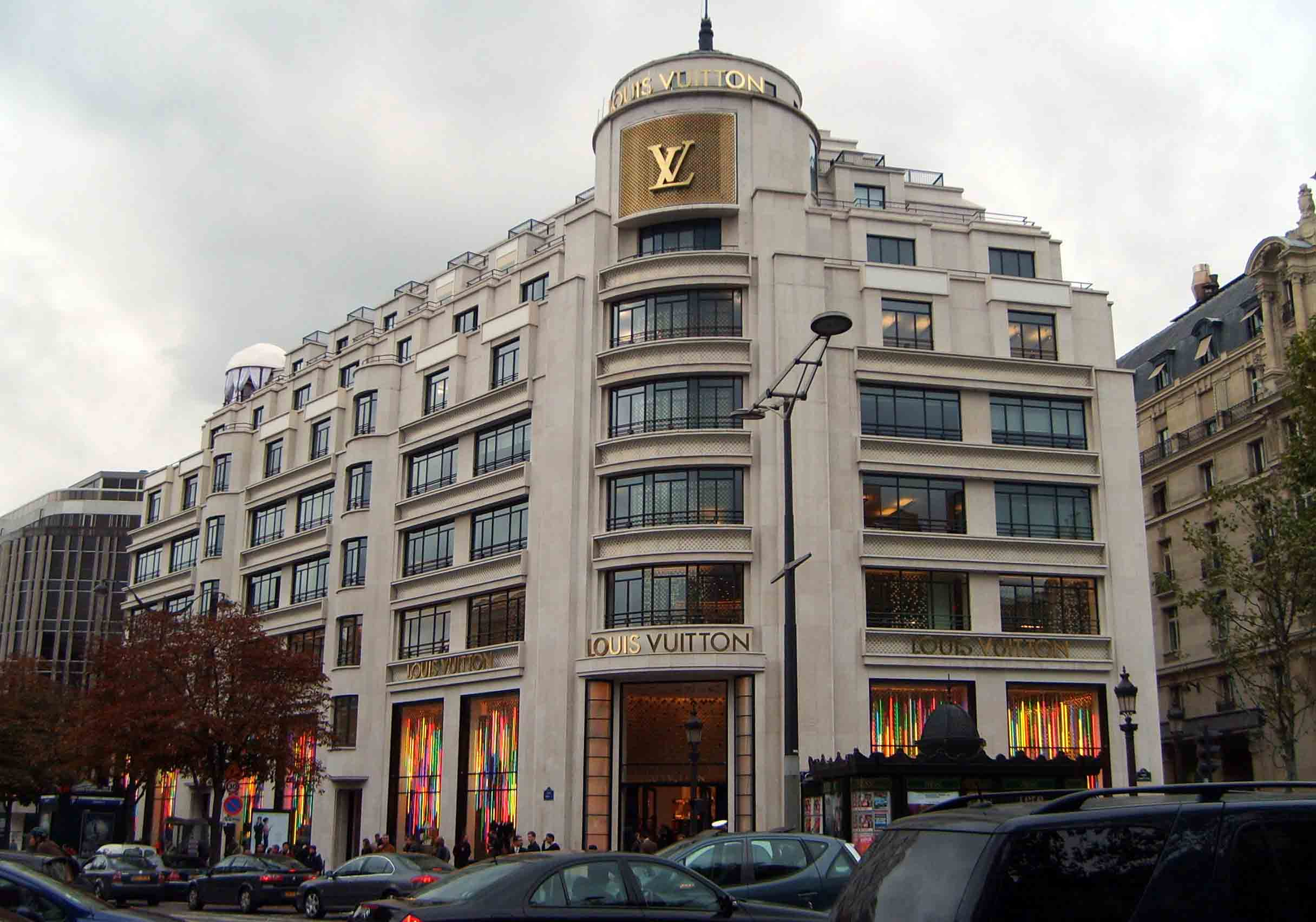
Louis Vuitton, als Champs-Elysées de Paris

Des de l'any 2003, és membre del consell d'administració del grup LVMH. També és directora de les cases de moda prêt-à-porter Céline, Loewe i Pucci, Moët Hennessy, M6 i sòcia directora d'una empresa de gestió de patrimonis. Més tard es va convertir en administradora de la 20th Century Fox i Havas. El 2008 va ser nomenada directora general adjunta de la casa de costura Christian Dior, càrrec que va deixar el 2013 per incorporar-se al fabricant de marroquineria Louis Vuitton com a directora general adjunta.
El maig de 2014, Delphine Arnault va promoure el Premi LVMH, un concurs internacional per a joves dissenyadors de moda. L'objectiu del grup LVMH és identificar talents i dissenyadors d'avantguarda: «Calia distingir el talent, la creativitat, però també la persona a qui més es podia ajudar per desenvolupar el seu negoci», diu Delphine Arnault.

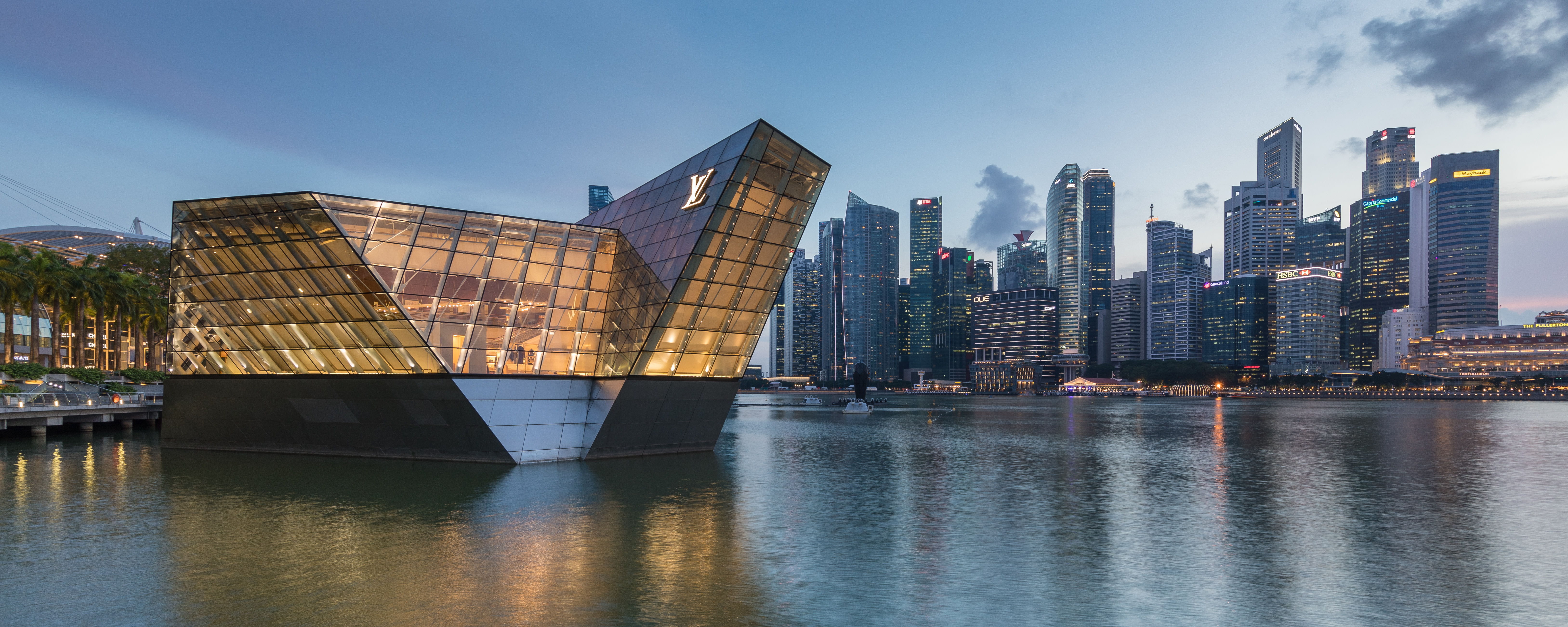
La seu de Louis Vuitton a Singapur

Des de 2011, pertany a l'influent club Le Siècle, que va anunciar l'abril de 2020 que renunciava a la seva remuneració per a l'abril i maig de 2020, així com «a qualsevol retribució variable de l'any 2020» a causa de les conseqüències del coronavirus en l'activitat del grup.
El  gener de 2023, va ser nomenada directora de Dior en substitució de Pietro Beccari. Aleshores va ser considerada candidata favorita a succeir Bernard Arnault al capdavant del grup LVMH.
Filla de l'home més ric de França, és també una de les dones franceses més riques, amb una fortuna estimada el 2010 en 3.900 milions d'euros.

### Vida privada
El 25 de setembre de 2005, Delphine Arnault es va casar amb Alessandro Vallarino Gancia, que, als 37 anys, era l'hereu de la família Gancia, una dinastia vinícola italiana. El seu casament va ser l'esdeveniment de l'any per a la burgesia francesa i el seu vestit de núvia va ser dissenyat per John Galliano. L'acte va tenir lloc a la localitat de Bazas amb la presència de diverses celebritats dels negocis (Albert Frère, Antoine Bernheim), de la moda (Karl Lagerfeld, Marc Jacobs, Hedi Slimane), dels mitjans de comunicació i de la política (Nicolas Sarkozy, Hubert Védrine, Bernadette Chirac). La parella es va divorciar el 2010.
Té una filla, Élisa, nascuda l'any 2012 de la seva unió amb l'empresari Xavier Niel (cap de Free). La parella viu en una casa, una rèplica del Petit Trianon a Versalles, al barri de La Muette, a París.

## Premis
- Chevalière de la Légion d'honneur (2025).[17]